# Gare de Shinji
La gare de Shinji (宍道駅, Shinji-eki) est une gare ferroviaire de la ville de Matsue, dans la préfecture de Shimane au Japon. Elle est exploitée par la compagnie JR West.

## Situation ferroviaire
La gare de Shinji est située au point kilométrique (PK) 368,9 de la ligne principale San'in. Elle marque le début de la ligne Kisuki.

## Histoire
La gare a été inaugurée le 7 novembre 1909.

## Service des voyageurs

### Accueil
La gare dispose d'un bâtiment voyageurs ouvert tous les jours, avec des guichets pour l'achat de titres de transport.

### Desserte
- Ligne principale San'in :
  - voies 1 et 3 : direction Matsue, Yonago, Tottori et Okayama
  - voies 1 à 3 : direction Izumoshi et Masuda
- Ligne Kisuki :
  - voie 3 : direction Kisuki, Izumo-Yokota et Bingo-Ochiai